# Miluo (fiume)
Il Miluo (cinese: 汨羅江T, 汨罗江S, MìluójiāngP) è un importante fiume nel bacino del Lago Dongting. È famoso per essere il luogo del suicidio rituale commesso nel 278 a.C. da Qu Yuan, un poeta dello stato di Chu durante il periodo dei regni combattenti, come gesto di protesta contro la corruzione dell'epoca.
Originandosi nella contea di Xiushui della provincia di Jiangxi, il fiume Miluo è lungo circa 400 km. Attraversa la contea di Pingjiang nello Hunan e sfocia nel Lago Dongting nella città di Miluo. Il fiume è formato dalla confluenza dei fiumi Mi e Luo, dei quali il Mi è il ramo principale. I due fiumi danno origine al Miluo dopo essersi uniti a Daqiuwan (大丘湾), vicino alla città di Miluo.